# Distrikte der Bahamas
Die Distrikte der Bahamas entstanden nach der Unabhängigkeit des Landes 1973. Es wurden 21 Distrikte, aufgeteilt nach Inseln und Inselgruppen, gebildet. Diese Aufteilung wurde im Februar 1993 geändert, wobei die Anzahl der Distrikte gleich blieb. Im Jahre 1996 wurde der Local Government Act verabschiedet und löste damit die alte Aufteilung ab. Dies geschah, da sich die nationale Regierung zwar im Stande sah, die Insel New Providence zu verwalten, nicht aber alle Inseln des Inselstaates. Es entstanden 23 Kommunalverwaltungsdistrikte (local government districts) und New Providence, das von der nationalen Regierung verwaltet wurde. Diese 23 Kommunalverwaltungsdistrikte wurden durch den Local Government Act in zwei Typen aufgeteilt. Die Kommunalverwaltungsdistrikte vom Typ 1 lassen sich in Stadtdistrikte unterteilen, die vom Typ 2 nicht. So wurden 1999 acht neue Distrikte geschaffen, wodurch sich die Anzahl auf 32 erhöhte.
Die Änderungen von 1999 sahen wie folgt aus: Der Distrikt Acklins, Crooked Island und Long Cay wurde in die beiden Stadtdistrikte Acklins sowie Crooked Island aufgeteilt. Von dem Distrikt Central Abaco wurde der Stadtdistrikt Hope Town abgespalten. Aus Exuma und Exuma Cays entstanden die beiden Stadtdistrikte Black Point sowie Exuma. Der Stadtdistrikte Grand Cay wurde von North Abaco ebenso wie Moore's Island von South Abaco abgespalten. Von dem Distrikt North Eleuthera wurden die Stadtdistrikte Harbour Island sowie Spanish Wells abgetrennt, ebenso wie Mangrove Cay von South Andros. Des Weiteren wurde der Distrikt Bimini und Cat Cay in Bimini umbenannt.

## Distrikte

### Von 1973 bis 1993
| Distrikt       | Hauptstadt      |
| -------------- | --------------- |
| Abaco          | Marsh Harbour   |
| Acklins Island | Masons Bay      |
| Andros         | Nicholls Town   |
| Berry Islands  | Bullocks Harbor |
| Biminis        | Alice Town      |
| Cat Island     | Arthur's Town   |
| Cay Lobos      | Cay Lobos       |

| Distrikt       | Hauptstadt         |
| -------------- | ------------------ |
| Crooked Island | Colonel Hill       |
| Eleuthera      | Governor’s Harbour |
| Exuma          | Georgetown         |
| Grand Bahama   | Freeport           |
| Harbour Island | Dunmore Town       |
| Inagua         | Matthew Town       |
| Long Cay       | Albert Town        |

| Distrikt       | Hauptstadt    |
| -------------- | ------------- |
| Long Island    | Clarence Town |
| Mayaguana      | Abraham’s Bay |
| New Providence | Nassau        |
| Ragged Island  | Duncan Town   |
| Rum Cay        | Port Nelson   |
| San Salvador   | Cockburn Town |
| Spanish Wells  | Spanish Wells |

### Von 1993 bis 1996
| - Acklins and Crooked Islands - Bimini - Cat Island - Exuma - Freeport - Fresh Creek - Governor’s Harbour | - Green Turtle Cay - Harbour Island - High Rock - Inagua - Kemps Bay - Long Island - Marsh Harbour | - Mayaguana - New Providence - Nichollstown and Berry Islands - Ragged Island - Rock Sound - Sandy Point - San Salvador and Rum Cay |

### Von 1996 bis 1999
| Distrikt                             | Typ | Insel                                |
| ------------------------------------ | --- | ------------------------------------ |
| Acklins, Crooked Island und Long Cay | 1   | Acklins, Crooked Island und Long Cay |
| Berry Islands                        | 2   | Berry Islands                        |
| Bimini and Cat Cay                   | 2   | Bimini und Cat Cay                   |
| Cat Island                           | 1   | Cat Island                           |
| Central Abaco                        | 1   | Abaco                                |
| Central Andros                       | 1   | Andros                               |
| Central Eleuthera                    | 1   | Eleuthera                            |
| City of Freeport                     | 2   | Grand Bahama                         |
| East Grand Bahama                    | 1   | Grand Bahama                         |
| Exuma and Exuma Cays                 | 1   | Exuma und Exuma Cays                 |
| Inagua                               | 2   | Inagua                               |
| Long Island                          | 1   | Long Island                          |

| Distrikt          | Typ | Insel          |
| ----------------- | --- | -------------- |
| Mayaguana         | 2   | Mayaguana      |
| New Providence    |     | New Providence |
| North Abaco       | 1   | Abaco          |
| North Andros      | 1   | Andros         |
| North Eleuthera   | 1   | Eleuthera      |
| Ragged Island     | 2   | Ragged Island  |
| Rum Cay           | 2   | San Salvador   |
| San Salvador      | 2   | San Salvador   |
| South Abaco       | 1   | Abaco          |
| South Andros      | 1   | Andros         |
| South Eleuthera   | 1   | Eleuthera      |
| West Grand Bahama | 1   | Grand Bahama   |

### Seit 1999
| Distrikt                    | Typ | Insel                       |
| --------------------------- | --- | --------------------------- |
| Acklins                     | 2   | Acklins                     |
| Berry Islands               | 2   | Berry Islands               |
| Bimini und Cat Cay          | 2   | Bimini und Cat Cay          |
| Black Point                 | 2   | Exuma und Exuma Cays        |
| Cat Island                  | 1   | Cat Island                  |
| Central Abaco               | 1   | Abaco                       |
| Central Andros              | 1   | Andros                      |
| Central Eleuthera           | 1   | Eleuthera                   |
| City of Freeport            | 2   | Grand Bahama                |
| Crooked Island und Long Cay | 2   | Crooked Island und Long Cay |
| East Grand Bahama           | 1   | Grand Bahama                |
| Exuma                       | 1   | Exuma und Exuma Cays        |
| Grand Cay                   | 2   | Abaco                       |
| Harbour Island              | 2   | Eleuthera                   |
| Hope Town                   | 2   | Abaco                       |
| Inagua                      | 2   | Inagua                      |

| Distrikt          | Typ | Insel          |
| ----------------- | --- | -------------- |
| Long Island       | 1   | Long Island    |
| Mangrove Cay      | 2   | Andros         |
| Mayaguana         | 2   | Mayaguana      |
| Moore's Island    | 2   | Abaco          |
| New Providence    |     | New Providence |
| North Abaco       | 1   | Abaco          |
| North Andros      | 1   | Andros         |
| North Eleuthera   | 2   | Eleuthera      |
| Ragged Island     | 2   | Ragged Island  |
| Rum Cay           | 2   | Rum Cay        |
| San Salvador      | 2   | San Salvador   |
| South Abaco       | 1   | Abaco          |
| South Andros      | 1   | Andros         |
| South Eleuthera   | 1   | Eleuthera      |
| Spanish Wells     | 2   | Eleuthera      |
| West Grand Bahama | 1   | Grand Bahama   |